# Мантурово
Мантурово (на руски: Мантурово) е град в Русия, административен център на Мантуровски район, Костромска област. Населението на града към 1 януари 2018 е 15 452 души.